# Достижения и статистика Криштиану Роналду
За свою карьеру португальский футболист Криштиану Роналду стал первым среди европейских игроков пятикратным обладателем «Золотого мяча» от ФИФА и France Football. Многими экспертами признаётся величайшим, одним из лучших игроков всех времён.. Установил рекорд результативности в одном розыгрыше Лиги чемпионов, в сезоне 2013/14 отличившись 17 забитыми голами. За всю карьеру в профессиональном футболе забил более 900 мячей и стал лучшим бомбардиром в истории футбола в официальных матчах. Стал первым игроком в истории, который выиграл четыре «Золотых бутсы»

## Достижения

### Командные достижения
«Спортинг»
- Обладатель Суперкубка Португалии: 2002

«Манчестер Юнайтед»
- Чемпион английской Премьер-лиги (3): 2006/07, 2007/08, 2008/09
- Обладатель Кубка Англии: 2003/04
- Обладатель Кубка Футбольной лиги (2): 2005/06, 2008/09
- Победитель Лиги чемпионов УЕФА: 2007/08
- Обладатель Суперкубка Англии: 2007, 2008
- Победитель Клубного чемпионата мира: 2008

«Реал Мадрид»
- Чемпион Испании (2): 2011/12, 2016/17
- Обладатель Кубка Испании (2): 2010/11, 2013/14
- Победитель Лиги чемпионов УЕФА (4): 2013/14, 2015/16, 2016/17, 2017/18
- Обладатель Суперкубка УЕФА (3): 2014, 2016, 2017
- Обладатель Суперкубка Испании (2): 2012, 2017
- Победитель Клубного чемпионата мира (3): 2014, 2016, 2017

«Ювентус»
- Чемпион Италии (2): 2018/19, 2019/20
- Обладатель Кубка Италии: 2020/21
- Обладатель Суперкубка Италии (2): 2018, 2020

 Аль-Наср
- Победитель Арабской Лиги чемпионов: 2023

Сборная Португалии
- Чемпион Европы: 2016
- Победитель Лиги наций УЕФА (2): 2018/19, 2024/25
- Серебряный призёр чемпионата Европы: 2004
- Бронзовый призёр чемпионата Европы: 2012
- Бронзовый призёр Кубка конфедераций: 2017
- Победитель Турнира в Тулоне (сборная до 21 года): 2003

### Личные достижения
| - Обладатель «Золотого мяча» по версии France Football (3): 2008, 2016, 2017 - Обладатель «Золотого мяча ФИФА» (2): 2013, 2014 - Обладатель «Золотой бутсы» (4): 2008, 2011, 2014, 2015 - Лучший футболист мира по версии ФИФА (3): 2008, 2016, 2017 - Лучший футболист мира по версии FIFPro: 2008 - Лучший клубный футболист по версии УЕФА: 2008 - Лучший клубный нападающий по версии УЕФА (2): 2008, 2017 - Лучший футболист мира по версии World Soccer (3): 2008, 2013, 2014 - Лучший футболист Европы по версии УЕФА (3): 2014, 2016, 2017 - Лучший футболист Европы (Onze d’Or) (2): 2008, 2014 - Второй футболист Европы по версии France Football (2): 2007, 2009 - Второй футболист мира по версии ФИФА (3): 2009, 2011, 2012 - Второй футболист Европы (Onze d’Argent) (2): 2007, 2009 - Третий футболист мира по версии ФИФА: 2007 - Третий футболист Европы (Onze de Bronze): 2010 - Лучший молодой игрок чемпионата Европы 2004 года - Лучший Футболист Португалии: (6) 2016, 2017, 2018, 2019, 2021, 2022 - Лучший футболист Португалии за границей: (11) : 2007, 2008, 2009, 2011, 2012, 2013, 2015, 2016, 2017, 2018, 2019 - Обладатель приза сэра Мэтта Басби лучшему игроку года в «Манчестер Юнайтед» (4): 2004, 2007, 2008, 2022 - Игрок сезона английской Премьер-лиги (2): 2006/07, 2007/08 - Лучший футболист Англии по версии футболистов ПФА (2): 2007, 2008 - Лучший футболист Англии по версии болельщиков ПФА (2): 2007, 2008 - Футболист года по версии Ассоциации футбольных журналистов (2): 2007, 2008 - Лучший молодой футболист Англии по версии ПФА: 2007 - Лучший игрок Лиги чемпионов УЕФА: 2008 - Лучший игрок чемпионата Испании (Приз Ди Стефано) (4): 2012, 2013, 2014, 2016 - Футболист года в Италии (Игрок сезона Серии А) (2): 2019, 2020 - Награды чемпионата Италии по футболу: - Самый ценный игрок сезона: 2019 - Лучший нападающий сезона: 2021 - Самый ценный игрок сезона в «Ювентусе» (2): 2020, 2021 - Лучший бомбардир Лиги чемпионов УЕФА (7): 2008, 2013, 2014, 2015, 2016, 2017, 2018 - Лучший бомбардир чемпионата Европы: 2012 - Игрок месяца английской Премьер-лиги (6): ноябрь 2006, декабрь 2006, январь 2008, март 2008, сентябрь 2021, апрель 2022 | - Лучший бомбардир английской Премьер-лиги («Золотая бутса» английской Премьер-лиги): 2008 - Лучший ассистент английской Премьер-лиги: 2007 - Лучший бомбардир чемпионата Испании (Трофей Пичичи) (3): 2011, 2014, 2015 - Лучший бомбардир чемпионата Италии: 2021 - Лучший бомбардир Кубка Испании: 2011 - Лучший бомбардир Клубного чемпионата мира (2): 2016, 2017 - Лучший спортсмен Португалии, выступающий за рубежом (7): 2006, 2007, 2008, 2009, 2010, 2011, 2013 - Лучший игрок сезона по версии Goal.com (3): 2008, 2012, 2014 - Лучший игрок года по версии Globe Soccer (6): 2011, 2014, 2016, 2017, 2018, 2019 - Обладатель специальных наград от Globe Soccer (3): 2021,2023,2024 - Обладатель Golden Foot:2020 - Лучший молодой игрок мира по версии FIFPro (версия болельщиков) (2): 2005, 2006 - Обладатель Трофея «Браво»: 2004 - Обладатель премии AS (2): 2009, 2011 - Обладатель премии ФИФА имени Ференца Пушкаша за лучший гол года по версии ФИФА: 2009 (гол в ворота «Порту») - Обладатель приза МФФИИС лучшему бомбардиру национальных чемпионатов (2): 2014, 2015 - Обладатель приза МФФИИС лучшему бомбардиру мира в международных матчах (5): 2013, 2014, 2016, 2017, 2019 - Автор лучшего гола по версии читателей Marca: 2011 (в ворота «Барселоны» в финале Кубка Испании) - Автор 1000-го гола «Манчестер Юнайтед» в английской Премьер-лиге (в ворота «Мидлсбро» 29 октября 2005 года) - Обладатель приза за самый красивый гол сезона в «Манчестер Юнайтед» (2): 2008, 2009 - Второй игрок чемпионата Испании (Приз Ди Стефано) (2): 2009/10, 2010/11 - Входит в состав символической сборной мира по версии FIFPro (15): 2007, 2008, 2009, 2010, 2011, 2012, 2013, 2014, 2015, 2016, 2017, 2018, 2019, 2020, 2021 - Входит в состав символической сборной Европы по версии УЕФА (15): 2004, 2007, 2008, 2009, 2010, 2011, 2012, 2013, 2014, 2015, 2016, 2017, 2018, 2019, 2020 - Входит в состав символической сборной XXI века по версии УЕФА - Входит в состав символической сборной по итогам чемпионата Европы по версии УЕФА (3): 2004, 2012, 2016 - Входит в состав символической сборной по итогам чемпионата мира по версии ФИФА: 2018 - Входит в состав символической сборной первых 20 сезонов английской Премьер-лиги (версия экспертов) - Входит в состав символической сборной первых 20 сезонов английской Премьер-лиги (версия болельщиков) - Входит в состав символической сборной английской Премьер-лиги (4): 2006, 2007, 2008, 2009 - Входит в состав символической сборной чемпионата Испании (4): 2010, 2011,2012, 2013 - Самый полезный игрок в Европе по версии читателей Marca: 2012/13 - Лучший бомбардир в истории чемпионатов Европы, 14 голов. - Единственный игрок, участвовавший в 5 чемпионатах Европы. - Единственный игрок становившийся два раза лучшим бомбардиром чемпионатов Европы |

## Награды
Государственные
- Орден Инфанта дона Энрике степени офицера (5 июля 2004)[19].
- Орден Инфанта дона Энрике степени великого офицера (7 января 2014)[20]. Вручён президентом Португалии Анибалом Каваку Силвой[21][22].
- Орден Заслуг степени командора (10 июля 2016)[23]. Вручён президентом Португалии Марселу Ребелу де Соузой[24].

Региональные
- Цепь «За заслуги перед Автономией»[порт.] (Автономный регион Мадейра, 6 января 2014)[25]. Вручена председателем[порт.] Законодательной ассамблеи Автономного региона Мадейра[порт.] Мигелом Мендонсой[порт.][26][27].

Династические
- Медаль ордена Непорочного зачатия Девы Марии Вила-Висозской (Дом Браганса, 30 июня 2006). Вручена Дуарте Пиу, герцогом Браганса[28].

## Рекорды
По состоянию на 20 октября 2024
На счету у Криштиану Роналду тысячи рекордов, вот только основные из них:
- Лучший бомбардир в истории футбола в официальных матчах: 906

гола
- Лучший бомбардир в истории сборных: 128 голов[g]
- Рекордсмен по числу матчей за сборную: 200
- Лучший бомбардир в истории чемпионатов Европы: 14 голов
- Рекордсмен чемпионатов Европы по количеству сыгранных матчей: 21 матч[29]
- Рекордсмен по количеству сыгранных матчей на чемпионатах Европы и чемпионатах мира: 38[h]
- Рекордсмен по количеству чемпионатов Европы, на которых забивал мячи: 5[29]
- Лучший бомбардир в истории отборочных турниров чемпионата Европы: 25 голов[30]
- Лучший бомбардир в истории сборной Португалии: 127 гола[29]
- Рекордсмен сборной Португалии по количеству сыгранных матчей: 198 матчей[29]
- Рекордсмен сборной Португалии по количеству голов на чемпионатах Европы: 14 голов[29]
- Лучший бомбардир в истории международных матчей на клубном уровне: 136 голов
- Рекордсмен по количеству голов в международных матчах в течение календарного года: 32 гола[31]
- Самый старый игрок, оформлявший хет-трик на чемпионатах мира (33 года 130 дней)[32]
- Автор забитых мячей в ворота наибольшего количества сборных: 47[33]
- Лучший бомбардир в истории Лиги чемпионов УЕФА: 140 голов[g]
- Лучший бомбардир в истории еврокубков: 145 голов[g]
- Рекордсмен Лиги чемпионов УЕФА и Кубка европейских чемпионов по количеству голов в одном сезоне: 17 голов (2013/14)[34]
- Первый игрок, одержавший 100 побед в Лиге чемпионов[35][36]
- Первый игрок, забивший 100 голов в Лиге чемпионов
- Первый игрок, забивший 100 голов в Лиге чемпионов за один клуб (Реал Мадрид)[37]
- Лучший ассистент в истории Лиги чемпионов: 42 голевые передачи[38]
- Лучший бомбардир в истории Клубного чемпионата мира: 7 голов
- Рекордсмен Лиги чемпионов УЕФА по количеству голов на групповом этапе в одном сезоне: 11 голов[39][40]
- Рекордсмен Лиги чемпионов УЕФА по количеству хет-триков за карьеру: 8 хет-триков[e]
- Рекордсмен по количеству реализованных пенальти в Лиге чемпионов: 18[38]
- Лучший бомбардир в истории плей-офф Лиги чемпионов УЕФА: 67 голов[41]
- Единственный игрок в истории Лиги чемпионов УЕФА, забивавший 10 и более голов в течение 7 сезонов подряд
- Единственный игрок в истории Лиги чемпионов УЕФА, забивший 19 голов за календарный год
- Единственный игрок в истории Лиги чемпионов УЕФА, забивавший голы в 11 матчах подряд[29]
- Рекордсмен Лиги чемпионов УЕФА по количеству хет-триков за сезон: 3 хет-трика[i]
- Единственный игрок, забивший в трёх финалах Лиги чемпионов[29]
- Единственный игрок, забивший во шести матчах группового этапа Лиги чемпионов[29]
- Рекордсмен по количеству попаданий в «команду года» по версии УЕФА: 15[29]
- Лучший бомбардир в истории «Реал Мадрид»: 450 голов[29]
- Лучший бомбардир «Реал Мадрид» в чемпионате Испании: 311 голов[42]
- Лучший ассистент «Реал Мадрид» в чемпионате Испании: 85 голевых передач[43]
- Лучший бомбардир «Реал Мадрид» в еврокубках: 105 голов[44]
- Рекордсмен «Реал Мадрид» по количеству голов в сезоне: 61 гол
- Рекордсмен «Реал Мадрид» по количеству голов в сезоне чемпионата Испании: 48 голов
- Рекордсмен «Ювентуса» по количеству голов в сезоне: 37 голов
- Лучший бомбардир в истории мадридского дерби: 22 гола[45]
- Единственный игрок, получивший подряд все три призовых мяча ФИФА: бронзовый (2007), серебряный (2009), золотой (2008)
- Самый быстрый игрок в истории «Реал Мадрид», забивший 50 голов в чемпионате Испании[46]
- Самый быстрый игрок в истории «Реал Мадрид», забивший 100 голов в чемпионате Испании[47]
- Самый быстрый игрок в истории «Реал Мадрид», забивший 200 голов в официальных матчах[48]
- Самый быстрый игрок в истории чемпионата Испании, забивший 150 голов[49]
- Самый быстрый игрок в истории чемпионата Испании, забивший 200 голов[50]
- Самый быстрый игрок в истории чемпионата Испании, забивший 300 голов[51][52]
- Единственный игрок в истории чемпионата Испании, забивавший 30 и более голов в течение 6 сезонов подряд
- Единственный игрок в истории испанского футбола, забивавший 50 и более голов во всех соревнованиях в течение 6 сезонов подряд
- Рекордсмен чемпионата Испании по количеству реализованных пенальти: 61[53]
- Рекордсмен чемпионата Испании по количеству матчей за один сезон, в которых удалось отметиться голом (38-матчевый сезон): 27 матчей[e]
- Рекордсмен чемпионата Испании по количеству хет-триков за сезон: 8 хет-триков[e]
- Рекордсмен испанского футбола по количеству хет-триков во всех соревнованиях: 44 хет-трика
- Рекордсмен «Реал Мадрид» по количеству хет-триков в чемпионате Испании: 34 хет-трика[54]
- Рекордсмен по количеству матчей «Эль-Класико» с забитыми голами: 18[j]
- Первый игрок в истории, забивший в шести матчах «Эль-Класико» подряд[58]
- Рекордсмен «Реал Мадрид» по количеству реализованных пенальти в Лиге чемпионов: 14[59]
- Рекордсмен чемпионата Италии по количеству матчей подряд, в которых удалось отметиться голом: 11 матчей[k]
- Самый быстрый игрок в истории «Ювентуса», забивший 10 голов во всех соревнованиях[61][62]
- Первый игрок, в дебютном сезоне забивший гол в 7 матчах чемпионата Италии на выезде подряд[63]
- Рекордсмен чемпионата Италии по количеству матчей одного сезона на выезде, в которых забивал как минимум один мяч: 10 матчей[l]
- Первый игрок, выигравший чемпионаты Англии, Испании и Италии[64]

## Хет-трики
По состоянию на 5 августа 2024 года на счету Криштиану Роналду 66 хет-триков. 55 раз он забивал три гола в одном матче, 9 раз — четыре, два раза — пять голов. 46 хет-триков оформил в составе «Реал Мадрид», десять — за сборную Португалии, три — за «Ювентус», три — за «Манчестер Юнайтед», шесть — за «Аль-Наср». 30 хет-триков до исполнения 30 лет, 36 после.
| Список хет-триков Криштиану Роналду | Список хет-триков Криштиану Роналду | Список хет-триков Криштиану Роналду | Список хет-триков Криштиану Роналду | Список хет-триков Криштиану Роналду | Список хет-триков Криштиану Роналду |
| №                                   | Дата                                | Соперник                            | Счёт                                | Голы Роналду                        | Соревнование                        |
| ----------------------------------- | ----------------------------------- | ----------------------------------- | ----------------------------------- | ----------------------------------- | ----------------------------------- |
| 1                                   | 12 января 2008                      | Ньюкасл Юнайтед                     | 6:0 (Д)                             | 49′, 70′, 88′                       | Премьер-лига 2007/08                |
| 2                                   | 5 мая 2010                          | Мальорка                            | 4:1 (Г)                             | 26′, 56′, 72′                       | Примера 2009/10                     |
| 3                                   | 23 октября 2010                     | Расинг                              | 6:1 (Д)                             | 15′, 26′, 47′, 55′                  | Примера 2010/11                     |
| 4                                   | 20 ноября 2010                      | Атлетик Бильбао                     | 5:1 (Д)                             | 30′, 62′, 90′ (пен.)                | Примера 2010/11                     |
| 5                                   | 22 декабря 2010                     | Леванте                             | 8:0 (Д)                             | 45′, 72′, 74′                       | Кубок Испании 2010/11               |
| 6                                   | 9 января 2011                       | Вильярреал                          | 4:2 (Д)                             | 9′, 45′, 79′                        | Примера 2010/11                     |
| 7                                   | 3 марта 2011                        | Малага                              | 7:0 (Д)                             | 51′, 68′ (пен.), 77′                | Примера 2010/11                     |
| 8                                   | 7 мая 2011                          | Севилья                             | 6:2 (Г)                             | 31′, 65′, 70′, 75′                  | Примера 2010/11                     |
| 9                                   | 10 мая 2011                         | Хетафе                              | 4:0 (Д)                             | 24′, 58′, 90′ (пен.)                | Примера 2010/11                     |
| 10                                  | 28 августа 2011                     | Реал Сарагоса                       | 6:0 (Г)                             | 24′, 71′, 87′                       | Примера 2011/12                     |
| 11                                  | 24 сентября 2011                    | Райо Вальекано                      | 6:2 (Д)                             | 39′, 51′ (пен.), 84′ (пен.)         | Примера 2011/12                     |
| 12                                  | 22 октября 2011                     | Малага                              | 4:0 (Г)                             | 24′, 28′, 38′                       | Примера 2011/12                     |
| 13                                  | 6 ноября 2011                       | Осасуна                             | 7:0 (Д)                             | 23′, 54′ (пен.), 58′                | Примера 2011/12                     |
| 14                                  | 17 декабря 2011                     | Севилья                             | 6:2 (Г)                             | 10′, 41′, 85′ (пен.)                | Примера 2011/12                     |
| 15                                  | 12 февраля 2012                     | Леванте                             | 4:2 (Д)                             | 45′ (пен.), 50′, 57′                | Примера 2011/12                     |
| 16                                  | 11 апреля 2012                      | Атлетико Мадрид                     | 4:1 (Г)                             | 25′, 68′, 83′ (пен.)                | Примера 2011/12                     |
| 17                                  | 20 сентября 2012                    | Депортиво Ла-Корунья                | 5:1 (Д)                             | 23′ (пен.), 44′, 85′ (пен.)         | Примера 2012/13                     |
| 18                                  | 3 октября 2012                      | Аякс                                | 4:1 (Г)                             | 42′, 79′, 81′                       | Лига чемпионов 2012/13              |
| 19                                  | 9 января 2013                       | Сельта                              | 4:0 (Д)                             | 3′, 24′, 87′                        | Кубок Испании 2012/13               |
| 20                                  | 27 января 2013                      | Хетафе                              | 4:0 (Д)                             | 62′, 65′, 72′ (пен.)                | Примера 2012/13                     |
| 21                                  | 10 февраля 2013                     | Севилья                             | 4:1 (Д)                             | 26′, 46′, 59′                       | Примера 2012/13                     |
| 22                                  | 6 сентября 2013                     | Северная Ирландия                   | 4:2 (Г)                             | 68′, 77′, 83′                       | Отборочные матчи ЧМ-2014            |
| 23                                  | 17 сентября 2013                    | Галатасарай                         | 6:1 (Г)                             | 63′, 66′, 90+1′                     | Лига чемпионов 2013/14              |
| 24                                  | 30 октября 2013                     | Севилья                             | 7:3 (Д)                             | 32′ (пен.), 60′, 72′                | Примера 2013/14                     |
| 25                                  | 9 ноября 2013                       | Реал Сосьедад                       | 5:1 (Д)                             | 12′, 26′, 76′                       | Примера 2013/14                     |
| 26                                  | 19 ноября 2013                      | Швеция                              | 3:2 (Г)                             | 50′, 77′, 79′                       | Отборочные матчи ЧМ-2014            |
| 27                                  | 20 сентября 2014                    | Депортиво Ла-Корунья                | 8:2 (Г)                             | 29′, 41′, 78′                       | Примера 2014/15                     |
| 28                                  | 23 сентября 2014                    | Эльче                               | 5:1 (Д)                             | 28′ (пен.), 32′, 80′ (пен.), 90+2′  | Примера 2014/15                     |
| 29                                  | 5 октября 2014                      | Атлетик Бильбао                     | 5:0 (Д)                             | 2′, 55′, 89′                        | Примера 2014/15                     |
| 30                                  | 6 декабря 2014                      | Сельта                              | 3:0 (Д)                             | 36′ (пен.), 65′, 81′                | Примера 2014/15                     |
| 31                                  | 5 апреля 2015                       | Гранада                             | 9:1 (Д)                             | 30′, 36′, 38′, 54′, 89′             | Примера 2014/15                     |
| 32                                  | 2 мая 2015                          | Севилья                             | 3:2 (Г)                             | 36′, 37′, 68′                       | Примера 2014/15                     |
| 33                                  | 17 мая 2015                         | Эспаньол                            | 4:1 (Г)                             | 59′, 83′, 90+1′                     | Примера 2014/15                     |
| 34                                  | 23 мая 2015                         | Хетафе                              | 7:3 (Д)                             | 13′, 32′, 34′ (пен.)                | Примера 2014/15                     |
| 35                                  | 13 июня 2015                        | Армения                             | 3:2 (Г)                             | 29′, 55′, 58′                       | Отборочные матчи ЧЕ-2016            |
| 36                                  | 12 сентября 2015                    | Эспаньол                            | 6:0 (Г)                             | 7′, 17′ (пен.), 20′, 61′, 81′       | Примера 2015/16                     |
| 37                                  | 15 сентября 2015                    | Шахтёр                              | 4:0 (Д)                             | 55′ (пен.), 64′ (пен.), 81′         | Лига чемпионов 2015/16              |
| 38                                  | 8 декабря 2015                      | Мальмё                              | 8:0 (Д)                             | 39′, 47′, 50′, 59′                  | Лига чемпионов 2015/16              |
| 39                                  | 31 января 2016                      | Эспаньол                            | 6:0 (Д)                             | 13′ (пен.), 45′, 82′                | Примера 2015/16                     |
| 40                                  | 5 марта 2016                        | Сельта                              | 7:1 (Д)                             | 51′, 58′, 65′, 77′                  | Примера 2015/16                     |
| 41                                  | 12 апреля 2016                      | Вольфсбург                          | 3:0 (Д)                             | 15′, 17′, 77′                       | Лига чемпионов 2015/16              |
| 42                                  | 7 октября 2016                      | Андорра                             | 6:0 (Д)                             | 2′, 4′, 47′, 68′                    | Отборочные матчи ЧМ-2018            |
| 43                                  | 29 октября 2016                     | Алавес                              | 4:1 (Г)                             | 17′ (пен.), 33′, 88′                | Примера 2016/17                     |
| 44                                  | 19 ноября 2016                      | Атлетико Мадрид                     | 3:0 (Г)                             | 23′, 71′, 77′                       | Примера 2016/17                     |
| 45                                  | 18 декабря 2016                     | Касима Антлерс                      | 4:2 (Н)                             | 60′ (пен.), 98′, 104′               | Клубный чемпионат мира 2016         |
| 46                                  | 18 апреля 2017                      | Бавария                             | 4:2 (Д)                             | 76′, 105′, 109′                     | Лига чемпионов 2016/17              |
| 47                                  | 2 мая 2017                          | Атлетико Мадрид                     | 3:0 (Д)                             | 10′, 73′, 86′                       | Лига чемпионов 2016/17              |
| 48                                  | 31 августа 2017                     | Фарерские острова                   | 5:1 (Д)                             | 3′, 29′ (пен.), 64′                 | Отборочные матчи ЧМ-2018            |
| 49                                  | 10 февраля 2018                     | Реал Сосьедад                       | 5:2 (Д)                             | 27′, 37′, 80′                       | Примера 2017/18                     |
| 50                                  | 18 марта 2018                       | Жирона                              | 6:3 (Д)                             | 11′, 48′, 64′, 90′                  | Примера 2017/18                     |
| 51                                  | 15 июня 2018                        | Испания                             | 3:3 (Н)                             | 4′ (пен.), 44′, 88′                 | ЧМ-2018. Групповой этап             |
| 52                                  | 12 марта 2019                       | Атлетико Мадрид                     | 3:0 (Д)                             | 27′, 49′, 86′ (пен.)                | Лига чемпионов 2018/19              |
| 53                                  | 5 июня 2019                         | Швейцария                           | 3:1 (Д)                             | 25′, 88′, 90′                       | Лига Наций УЕФА 2018/19. Этап лиги  |
| 54                                  | 10 сентября 2019                    | Литва                               | 5:1 (Г)                             | 7′ (пен.), 62′, 65′, 76′            | Отборочные матчи ЧЕ-2020            |
| 55                                  | 14 ноября 2019                      | Литва                               | 6:0 (Д)                             | 7′ (пен.), 22′, 65′                 | Отборочные матчи ЧЕ-2020            |
| 56                                  | 6 января 2020                       | Кальяри                             | 4:0 (Д)                             | 49′, 67′ (пен.), 82′                | Серия А 2019/20                     |
| 57                                  | 14 марта 2021                       | Кальяри                             | 3:1 (Г)                             | 10′, 25′ (пен.), 32′                | Серия А 2020/21                     |
| 58                                  | 12 октября 2021                     | Люксембург                          | 5:0 (Д)                             | 8′ (пен.), 13′ (пен.), 87′          | Отборочные Матчи ЧМ-2022            |
| 59                                  | 12 марта 2022                       | Тоттенхэм                           | 3:2 (Д)                             | 12′, 38′, 81′                       | Английская Премьер-лига 2021/22     |
| 60                                  | 16 апреля 2022                      | Норвич                              | 3:2 (Д)                             | 7′, 32′, 76′                        | Английская Премьер-лига 2021/22     |
| 61                                  | 9 февраля 2023                      | Аль-Вехда                           | 4:0 (Г)                             | 21′, 40′, 53′ (пен.), 61′           | Саудовская Про-Лига 2022/23         |
| 62                                  | 25 февраля 2023                     | Дамак                               | 3:0 (Г)                             | 19′ (пен.), 23′, 44′                | Саудовская Про-Лига 2022/23         |
| 63                                  | 25 августа 2023                     | Аль-Фатех                           | 5:0 (Г)                             | 38′, 55′, 90+6′                     | Саудовская Про-Лига 2023/24         |
| 64                                  | 30 марта 2024                       | Аль-Таи                             | 5:1 (Д)                             | 64′, 67′, 87′                       | Саудовская Про-Лига 2023/24         |
| 65                                  | 2 апреля 2024                       | Абха                                | 8:0 (Г)                             | 11′, 21′, 42′                       | Саудовская Про-Лига 2023/24         |
| 66                                  | 4 мая 2024                          | Аль-Вехда                           | 6:0 (Д)                             | 5′, 12′, 52′                        | Саудовская Про-Лига 2023/24         |

## Тренеры
| В клубах - Ласло Бёлёни (2002—2003, «Спортинг») - Алекс Фергюсон (2003—2009, «Манчестер Юнайтед») - Мануэль Пеллегрини (2009—2010, «Реал Мадрид») - Жозе Моуринью (2010—2013, «Реал Мадрид») - Карло Анчелотти (2013—2015, «Реал Мадрид») - Рафаэль Бенитес (2015—2016, «Реал Мадрид») - Зинедин Зидан (2016—2018, «Реал Мадрид») - Массимилиано Аллегри (2018—2019, 2021, «Ювентус») - Маурицио Сарри (2019—2020, «Ювентус») - Андреа Пирло (2020—2021, «Ювентус») - Уле Гуннар Сульшер (2021, «Манчестер Юнайтед») - Ральф Рангник (2021—2022, «Манчестер Юнайтед») - Эрик тен Хаг (2022, «Манчестер Юнайтед») - Руди Гарсия (2023, «Ан-Наср») - Луиш Каштру (2023—2024, «Ан-Наср») - Стефано Пиоли (2024—н. в., «Ан-Наср») | В сборных - Франсишку Рамуш (2001—2002, юн. сб. Португалии) - Руй Касадор (2002, мол. сб. Португалии) - Жозе Роман (2003—2004, мол. сб. Португалии) - Жозе Роман (2004, олимп. сб. Португалии) - Луис Фелипе Сколари (2003—2008, сб. Португалии) - Карлуш Кейрош (2008—2010, сб. Португалии) - Паулу Бенту (2010—2014, сб. Португалии) - Фернанду Сантуш (2014—2022, сб. Португалии) - Роберто Мартинес (2023—н. в., сб. Португалии) |